# Douglas Gordon
Douglas Gordon (Glasgow, 20 settembre 1966) è un artista scozzese, che si occupa di videoarte e fotografia.

## Biografia
Gordon nacque a Glasgow, in Scozia, nel 1966. Crebbe a Dumbarton, dove tra il 1978 e il 1983 frequentò la Dumbarton Academy. Successivamente studiò arte alla Glasgow School of Art (1984-1988) e alla Slade School of Fine, presso la University College di Londra (1988-1990).
Nell'ambito della videoarte, ha realizzato numerosi video installazioni, film e documentari, tra cui 24 Hour Psycho (1993), uno dei film sperimentali più lunghi della storia, e Zidane: A 21st Century Portrait (2006), un documentario incentrato sullo stile di gioco dell'ex calciatore francese Zinédine Zidane, diretto assieme a Philippe Parréno.
Nel 1996 vinse il Turner Prize, mentre l'anno successivo rappresentò la Gran Bretagna alla Biennale di Venezia. Nel 1998 è stato premiato dal Solomon R. Guggenheim Museum di New York con il premio Hugo Boss. Nel 2008, fu invece membro della giuria ufficiale della 65ª Mostra internazionale d'arte cinematografica di Venezia.
Attualmente vive e lavora a Berlino, in Germania.